# Arthur Parkin
William Arthur (Arthur) Parkin (Whangarei, 15 februari 1952 – Auckland, 14 november 2023) was een hockeyer uit Nieuw-Zeeland. 
Parkin nam driemaal deel aan de Olympische Spelen en won daarbij met zijn ploeggenoten in 1976 verrassend de gouden medaille. Parkin overleed op 71-jarige leeftijd.

## Erelijst
- 1972 – 9e Olympische Spelen in München
- 1976 –  Olympische Spelen in Montreal
- 1984 – 7e Olympische Spelen in Los Angeles